# زنان در ایسلند
زنان در ایسلند (انگلیسی: Women in Iceland) از برابری جنسیتی نسبتاً خوبی برخوردارند. تا سال ۲۰۱۸، ۸۸٪ از زنان در سن کار مشغول به کار بودند، ۶۵٪ از دانشجویان دانشگاه‌ها را زنان تشکیل می‌دادند و ۴۱٪ از اعضای آلدینگ زن بودند. با این حال، زنان همچنان حدود ۱۴٪ کمتر از مردان درآمد دارند، هرچند این آمار ساعت‌های کاری، اضافه‌کاری و انتخاب‌های شغلی را در نظر نمی‌گیرد. ایسلند بالاترین میزان حضور زنان در بازار کار را در جهان دارد و از تخصیص کمک‌هزینه‌های قابل‌توجهی برای مراقبت از کودکانِ زنان شاغل برخوردار است. این کشور دارای مرخصی والدینی بی‌طرف از نظر جنسیتی است که شامل سهمیه‌ای برای هر والد و بخشی انتقال‌پذیر است.
ایسلند را می‌توان یکی از فمینیستی‌ترین کشورهای جهان دانست، چرا که در سال ۲۰۱۱ برای دومین سال متوالی این عنوان را دریافت کرد. ایسلند نخستین کشوری بود که رئیس‌جمهوری زن، ویگدیس فینبوگادوتیر، را در سال ۱۹۸۰ انتخاب کرد. این کشور همچنین نخستین نخست‌وزیر زن و آشکارا همجنس‌گرا را داشت؛ یوهانا سیگورداردوتیر در سال ۲۰۰۹ به این سمت انتخاب شد.
ایسلند از نظر مجمع جهانی اقتصاد در رتبه‌بندی گزارش جهانی فاصله جنسیتی کمترین شکاف جنسیتی را دارد، جایگاهی که از سال ۲۰۰۹ حفظ کرده است. در سال ۲۰۲۰، این کشور دارای شکاف ۱۲٫۲٪ بود که بر اساس چهار شاخص سلامت، آموزش، مشارکت اقتصادی و فرصت‌ها، و پیشرفت سیاسی سنجیده شده بود. تفاوت دستمزد بین زنان و مردان با نرخی کاهش می‌یابد که پیش‌بینی می‌شود برابری کامل تا سال ۲۰۶۸ حاصل شود. به‌طور متوسط، زنان در ایسلند ۷۲٪ از حقوق مردان را دریافت می‌کنند و همچنان در معرض خشونت خانگی و جنسی قرار دارند. زنان ایسلندی در برخی از حرفه‌های تخصصی لزوماً عملکرد بهتری نسبت به سایر کشورها ندارند؛ به عنوان مثال، درصد پزشکان زن در ایسلند یکی از پایین‌ترین‌ها در میان کشورهای سازمان همکاری و توسعه اقتصادی (OECD) است و تنها ژاپن، کره جنوبی، لوکزامبورگ و ایالات متحده آمریکا درصد کمتری از پزشکان زن دارند.

## تاریخچه

### دوران وایکینگ‌ها (۷۹۳–۱۰۶۶)

#### عصر استقرار (حدود ۸۷۰–۹۳۰)
هم مردان و هم زنان نورس در جریان مهاجرت‌های عصر وایکینگ از اسکاندیناوی، به انگلستان، جزایر شتلند و اورکنی، و ایسلند مهاجرت کردند. زنان نورس همراه با مردان به عنوان کاوشگران و بعدها به عنوان مهاجران در استقرار ایسلند سفر کردند. تعداد زیادی از زنان از ایرلند و بریتانیا به عنوان برده ربوده شدند - بیش از ۶۰٪ از زنان امروزی ایسلندی دارای دی‌ان‌ای سلتیک از این اجداد برده هستند. مهاجر اود خردمند (کتلسدوتیر) یکی از نخستین زنان ایسلندی شناخته‌شده بود. او یکی از چهار مهاجر اصلی در تاریخ اولیه ایسلند بود. از دیگر شخصیت‌های برجسته ایسلندی اولیه می‌توان به کاوشگر گودرید توربیارناردوتیر، شاعر استینون رفسدوتیر و تورگرد ایگیلسدوتیر، همسر اولاف طاووس اشاره کرد. عصر استقرار در سال ۹۳۰ میلادی با تأسیس آلدینگ پایان یافت.

#### دوران مشترک‌المنافع اولیه
در دوران وایکینگ‌ها، زنان نورس در کنار مردان در کشاورزی و تجارت فعالیت داشتند و اغلب زمانی که همسرانشان در سفر یا کشته شده بودند، مسئولیت اداره امور را بر عهده می‌گرفتند. کارگاه‌هایی برای تولید منسوجات پشمی توسط زنان در ایسلند یافت شده است. منسوجات در ایسلند قرون وسطایی به عنوان شکلی از ارز مورد استفاده قرار می‌گرفتند و قوانین گراوگاس کهن‌ترین قوانین (قرن ۱۱ میلادی) در مورد پول رایج را مشخص کرده‌اند. ایسلند شنل‌های پشمی زبر را به اروپا صادر می‌کرد.
جامعه عصر وایکینگ‌ها تحت سلطه مردان بود و نقش‌های جنسیتی مشخصی داشت. مردگان با برخی از دارایی‌هایشان دفن می‌شدند: مردان با ابزار و سلاح، زنان با وسایل سوزن‌دوزی، جواهرات، حلقه‌های کلید و لوازم خانه، هرچند مهره‌هایی در مقابر هم مردان و هم زنان یافت شده است. بررسی گورها نشان داده است که زنان مسن‌تر از احترام بالایی برخوردار بوده‌اند که این امر با وجود اشیای باارزش در قبورشان مشخص شده است. خارجیانی که با زنان وایکینگ در تعامل بودند، اغلب بعدها دربارهٔ «رفتارهای مستقل» آن‌ها نوشته‌اند. زنان عصر وایکینگ می‌توانستند مالک دارایی خود باشند، درخواست طلاق بدهند و مهریه خود را بازپس گیرند. در صورت فوت شوهر، زن جایگاه او را به‌طور دائمی تصاحب می‌کرد؛ به این ترتیب، زنان اغلب مدیریت مزارع یا تجارت را بر عهده داشتند. بسیاری از فرهنگ‌های اسکاندیناوی آن زمان چندهمسری و داشتن صیغه خارج از ازدواج را نیز رایج می‌دانستند. حماسه‌های ایسلندی به نقش زنان به‌عنوان پرستار و مامای جنگجویان زخمی اشاره دارند. با وجود تصویر زنان جنگجوی وایکینگ که اغلب در رسانه‌ها و داستان‌ها نمایش داده می‌شود، شواهد باستان‌شناسی نشان می‌دهد که معمولاً زنان وایکینگ مسئولیت تمامی امور خانه را بر عهده داشتند، درحالی‌که مردان وظایف بیرون از خانه را انجام می‌دادند، مشابه بسیاری از فرهنگ‌های مردسالار اروپایی آن زمان.

### حق رأی زنان

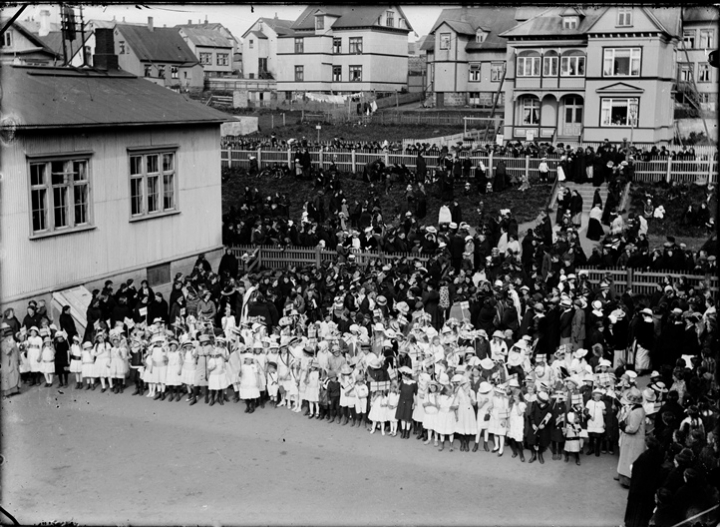
ایسلندی‌ها در حال جشن گرفتن اعطای حق رأی به زنان در سال ۱۹۱۵

زنان ایسلند برای نخستین بار در سال ۱۹۱۵ حق رأی در انتخابات پارلمانی را به دست آوردند.
در سال ۱۸۴۵ حق رأی محدود به مردان بالای سنی خاص بود که مالک املاک بودند و مالیات پرداخت می‌کردند. این محدودیت‌ها به‌تدریج برداشته شد و در سال ۱۹۰۳، همه مردان به‌جز کارگران کشاورزی حق رأی پیدا کردند. در سال ۱۹۰۷، حق رأی در انتخابات شهری به تمام زنان اعطا شد، پس از آن‌که در سال ۱۸۸۲ این حق ابتدا به بیوه‌ها و زنان مجردی که استقلال مالی داشتند داده شده بود.
یک جنبش زنان در سال ۱۸۷۵ در انجمن توروالدسن و در سال ۱۸۹۴ در انجمن زنان ایسلند سازمان‌دهی شد. نخستین مجله زنان، فرام‌سوکن، در سال ۱۸۹۵ توسط اینگیب‌یورگ اسکاپتادوتیر و سیگری‌دور تورستینسدوتیر بنیان‌گذاری شد و یک سازمان طرفدار حق رأی زنان، یعنی انجمن حقوق زنان ایسلند، در سال ۱۹۰۷ توسط بریِت بیارن‌هِدینسدوتیر تأسیس گردید.
لایحه‌ای برای اعطای حق رأی به زنان در سال ۱۹۱۱ توسط آلدینگ تصویب شد، در سال ۱۹۱۳ به تصویب نهایی رسید و در ۱۹ ژوئن ۱۹۱۵ توسط پادشاه دانمارک اجرایی شد. با این حال، این قانون فقط به زنان بالای ۴۰ سال حق رأی می‌داد و خدمتکاران را از این حق محروم می‌کرد. در آن زمان، این قانون شامل حدود ۱۲٬۰۰۰ زن ایسلندی می‌شد. در سال ۱۹۲۰، این محدودیت‌ها برداشته شد، پس از آنکه ایسلند در سال ۱۹۱۸ به عنوان یک کشور مستقل تحت تاج و تخت دانمارک شناخته شد.